# The Distance to Here
The Distance to Here es un álbum por Live, lanzado en 1999. "The Dolphin's Cry" fue el sencillo más popular, seguido de cerca por "Run to the Water".
The Distance to Here debutó en el número cuatro en el Billboard 200, vendiendo más de 138,000 copias en su primera semana y fue certificado Platino por la RIAA el 19 de noviembre de 1999.

## Listado de canciones
Todas las canciones escritas por Ed Kowalczyk, excepto donde se indique.
1. "The Dolphin's Cry" – 4:24
2. "The Distance" – 3:51
3. "Sparkle" – 4:33
4. "Run to the Water" (Kowalczyk, Patrick Dahlheimer) – 4:28
5. "Sun" – 3:32
6. "Voodoo Lady" (Kowalczyk, Chad Taylor) – 4:19
7. "Where Fishes Go" – 4:22
8. "Face and Ghost (The Children's Song)" – 4:30
9. "Feel the Quiet River Rage" – 4:36
10. "Meltdown" – 3:55
11. "They Stood Up for Love" (Kowalczyk, Dahlheimer, Taylor) – 4:35
12. "We Walk in the Dream" – 4:22
13. "Dance With You" – 4:37

## Tomas descartadas y Lados-B
- "Change"
- "Deeper"
- "Don't Wait"
- "New City"
- "Overcome"
- "Still Aroused"
- "Vine Street" (lado-b para "The Dolphin's Cry")
- "Walk Into This Room"

### Pilgrimage to the Southern Stars
Un prelanzamiento titulado por un fan, Pilgrimage to the Souther stars, incluye la canción "Dont't Wait," una pista que no hizo el álbum.
1. "Sun" (cuenta con un final extendido)
2. "The Dolphin's Cry"
3. "Run to the Water"
4. "Sparkle"
5. "Feel the Quiet River Rage" (cuenta con letras adicionales)
6. "Happy Hour" (aka "Voodoo Lady")
7. "Amphibious" (aka "Where Fishes Go", cuenta con un final extendido)
8. "They Stood Up for Love" (cuenta con un primer verso extendido)
9. "The Distance"
10. "Fijian Seas" (aka "Dance With You")
11. "Face and Ghost" (aka "Face and Ghost (The Children's Song)")
12. "We Walk in the Dream"
13. "Don't Wait" (toma descartada inédita)
14. "Meltdown" (cuenta con un tercer verso adicional)

### Sesión de demo de 1998
Incluso un demo antes del lanzamiento de Pilgrimage contiene varias tomas descartadas, junto con versiones alternativas de las canciones acompañadas.
1. "Sparkle"
2. "Sun"
3. "Deeper"
4. "The Distance"
5. "Where Fishes Go" (intro y final extendido)
6. "Walk Into This Room"
7. "Meltdown"
8. "Voodoo Lady"
9. "Overcome" (versión banda completa)
10. "Dance With You"
11. "Feel the Quiet River Rage"
12. "Still Aroused"
13. "Don't Wait"
14. "They Stood Up for Love"
15. "Face and Ghost"
16. "Vine Street"

## Posición en las listas

### Álbum
| Año  | Lista                        | Cima |
| ---- | ---------------------------- | ---- |
| 1999 | Billboard 200                | 4    |
| 1999 | Top Canadian Albums          | 1    |
| 1999 | Australian ARIA Albums Chart | 1    |

### Sencillos
| Sencillo                 | Año  | Lista                         | Cima |
| ------------------------ | ---- | ----------------------------- | ---- |
| "The Dolphin's Cry"      | 1999 | The Billboard Hot 100         | 78   |
| "The Dolphin's Cry"      | 1999 | Mainstream Rock Tracks        | 2    |
| "The Dolphin's Cry"      | 1999 | Modern Rock Tracks            | 3    |
| "The Dolphin's Cry"      | 1999 | Australian ARIA Singles Chart | 25   |
| "Run to the Water"       | 2000 | Mainstream Rock Tracks        | 17   |
| "Run to the Water"       | 2000 | Modern Rock Tracks            | 14   |
| "Run to the Water"       | 2000 | Australian ARIA Singles Chart | 34   |
| "They Stood Up for Love" | 2000 | Mainstream Rock Tracks        | 24   |
| "They Stood Up for Love" | 2000 | Modern Rock Tracks            | 31   |

| Predecesor: Synkronized por Jamiroquai | Australia ARIA Albums Chart Álbum número uno de 1999 11 - 17 de octubre de 1999 | Sucesor: Imaginate por Taxiride |